# Chlamydera maculata
L'uccello giardiniere maculato o clamidera maculata (Chlamydera maculata (Gould, 1837)) è un uccello passeriforme della famiglia Ptilonorhynchidae.

## Etimologia
Il nome scientifico della specie, maculata, deriva dal latino e rappresenta un chiaro riferimento alla livrea di questi uccelli.

## Descrizione

### Dimensioni
Misura 29 cm di lunghezza, per 124-162 g di peso: a parità d'età, i maschi sono leggermente più grossi e pesanti rispetto alle femmine.

### Aspetto

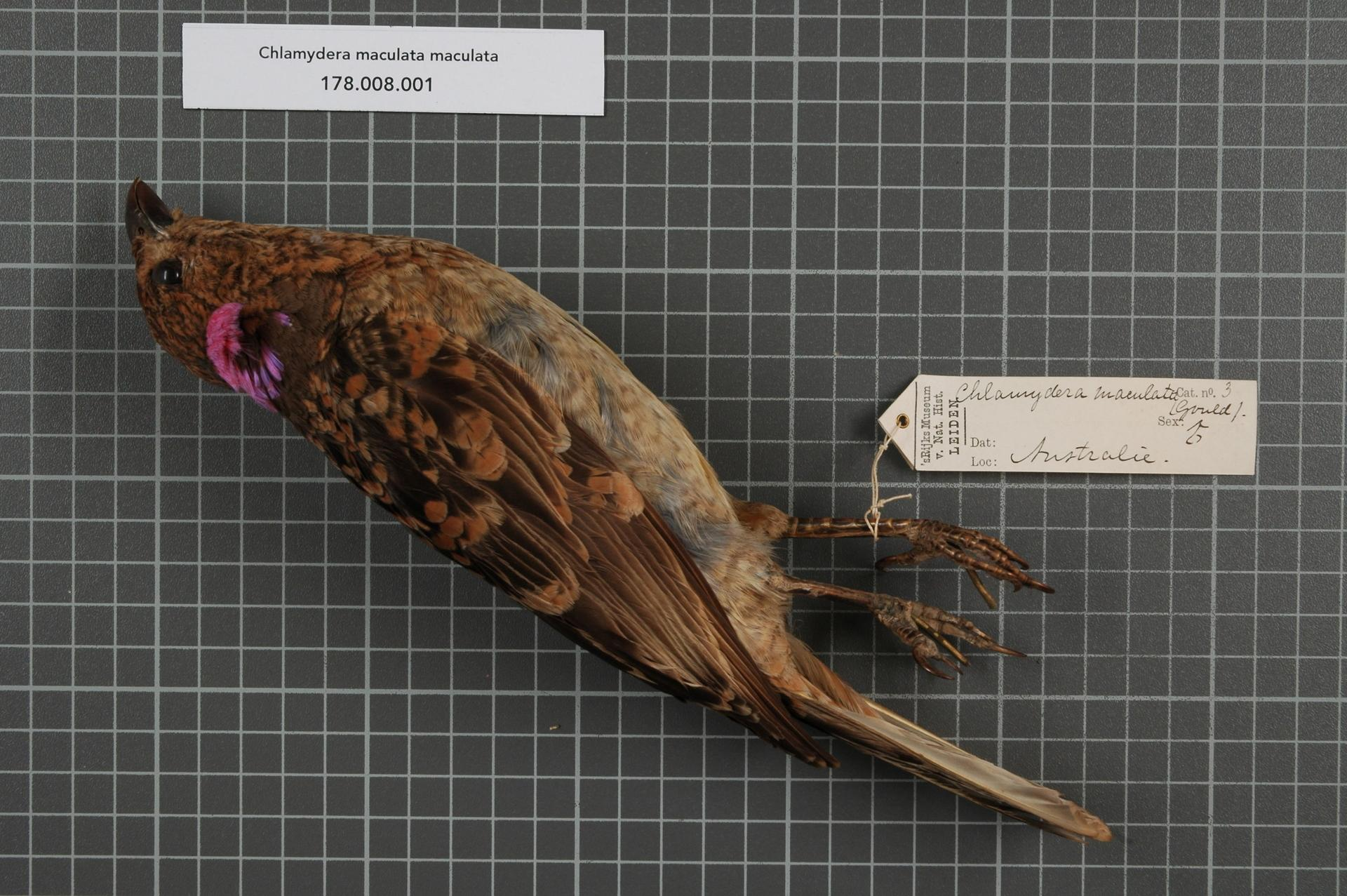
Maschio impagliato.

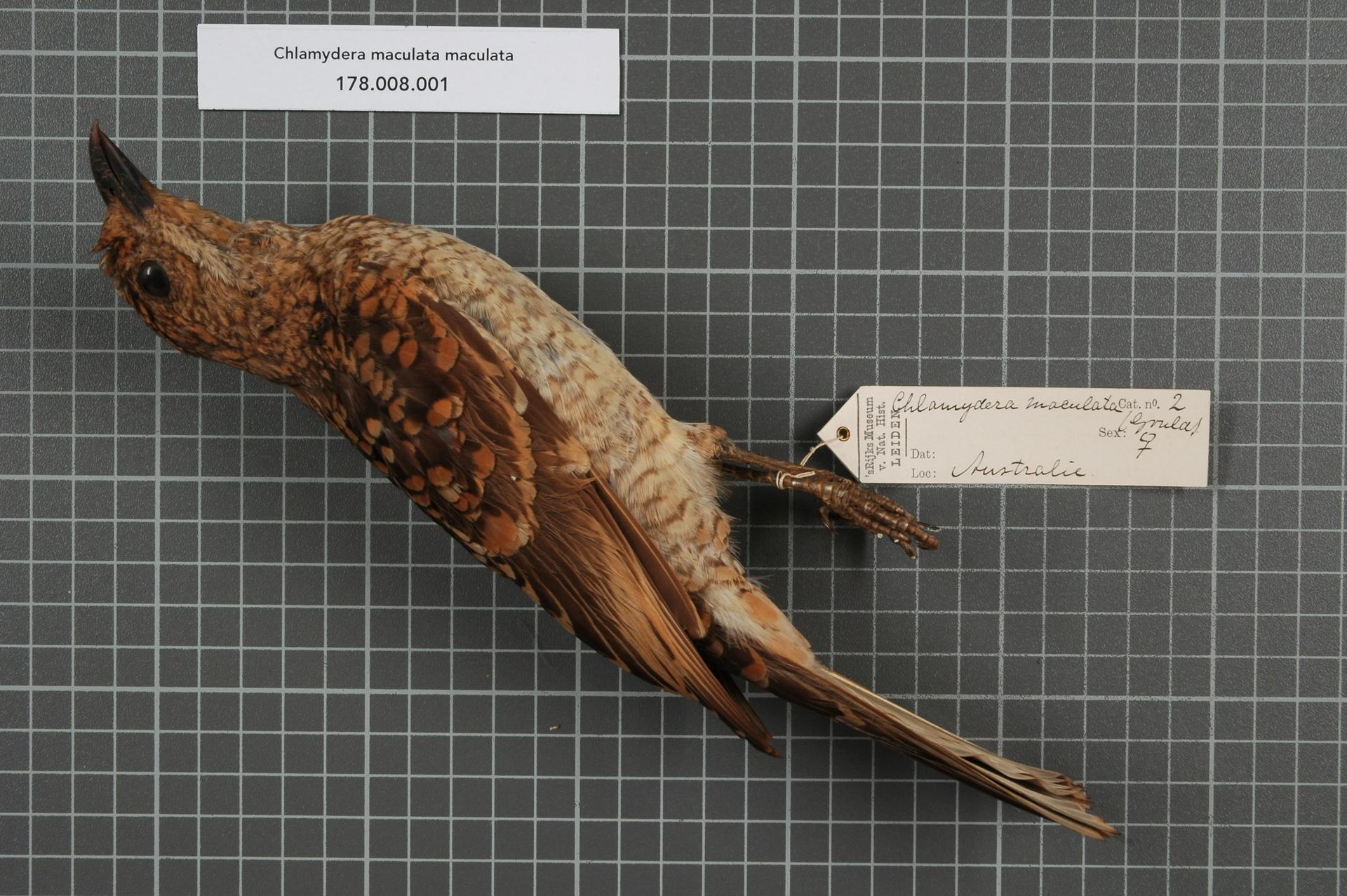
Femmina impagliata.

Si tratta di uccelli dall'aspetto massiccio ma slanciato con piccola testa arrotondata, collo allungato e robusto, becco robusto e conico più corto e tozzo rispetto a quello delle altre clamidere e dalla punta lievemente ricurva verso il basso, ali digitate, zampe forti e allungate e coda piuttosto lunga, sottile e dall'estremità squadrata. 
Il piumaggio si presenta di colore bruno-aranciato su testa e area dorsale: le penne della prima sono screziate di bruno-nerastro, mentre quelle di ali e coda sono perlopiù nerastre con punta provvista di una macchia rotonda piuttosto voluminosa di colore bruno-ruggine, a dare all'area un aspetto maculato (al quale la specie deve sia il nome comune che il nome scientifico): il petto è anch'esso di colore bruno-aranciato, che sfuma nel bianco-grigiastro di ventre, fianchi e sottocoda, coi primi due che presentano penne dall'orlo nerastro, a dare all'area un aspetto screziato.
Sebbene tutto sommato sobrio e mimetico, il piumaggio dell'uccello giardiniere maculato presenta un dimorfismo sessuale piuttosto evidente. Nei maschi, infatti, la colorazione bruna cefalotoracica e della punta delle penne del dorso è più carica e tendente all'arancio rispetto a quanto osservabile nelle femmine, e sfumature gialline possono essere presenti anche sull'area bianca ventrale: sulla nuca dei maschi, inoltre, è presente la cresta erettile di penne rosa-violacee tipica delle specie del genere Chlamydera, del tutto assente nelle femmine.
Il becco è nerastro, le zampe grigio-nerastre: gli occhi sono di colore bruno scuro.

## Biologia

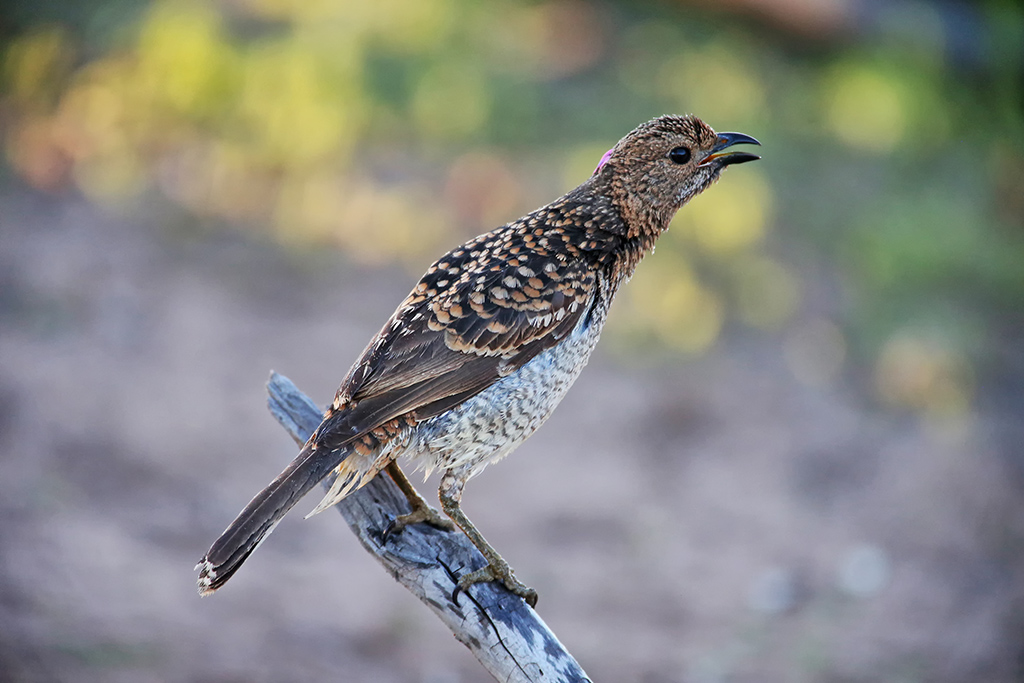
Esemplare vocalizza in natura.

L'uccello giardiniere maculato è un animale dalle abitudini di vita diurne: i maschi adulti tendono ad essere solitari e territoriali, mentre le femmine, all'infuori del periodo riproduttivo, tendono a riunirsi in piccoli stormi con altre femmine e giovani individui, i quali possono contare (generalmente in periodi di abbondanza di cibo, oppure in luoghi nei quali lo stesso è particolarmente abbondante per un certo periodo di tempo, come grossi alberi da frutta maturi, coltivazioni o aree turistiche dove gli animali vengono nutriti dall'uomo) fino a una trentina d'individui.

Questi uccelli passano la maggior parte della giornata al suolo, dedicandosi alla ricerca di cibo e (nel caso dei maschi adulti) alla costruzione e al rimaneggiamento dei pergolati nuziali ed alla difesa del territorio: nonostante le loro abitudini terricole, gli uccelli giardiniere maculati sono perfettamente in grado di volare, spingendosi senza alcun problema fra i rami di cespugli ed alberi per reperire il cibo, rifugiarsi da eventuali predatori o semplicemente per meglio osservare i dintorni.
Generalmente silenti, questi animali possono comunicare mediante aspri richiami gracchianti: i maschi in amore nei pressi delle loro costruzioni sono molto vocali (al duplice scopo di attrarre le femmine e tenere alla larga gli altri maschi), dimostrandosi inoltre degli ottimi mimi, essendo in grado di imitare una vasta gamma di richiami di altri uccelli (aquila audace, kookaburra aliblu, garrulo testagrigia, uccello beccaio grigio e bianconero, gazza australiana, corvo australiano, varie specie di melifagidi ed uccello apostolo, fra gli altri), nonché altri suoni come il volo dei piccioni crestati, il rumore provocato dal movimento dei greggi ed altri. L'imitazione scatta generalmente all'approssimarsi di potenziali pericoli al pergolato nuziale.

### Alimentazione
La dieta dell'uccello giardiniere maculato è virtualmente onnivora, componendosi infatti sia di materiale di origine animale che vegetale: alla luce dei cibi effettivamente ingeriti da questi uccelli, tuttavia, essa può dirsi prevalentemente frugivora. Questi animali, infatti, si cibano in massima parte di frutta matura, ma anche di fiori, boccioli, germogli e foglioline, semi, granaglie, bacche e sporadicamente di piccoli animali (in particolar modo insetti, come cavallette, coleotteri ed anche formiche).
Nelle aree antropizzate, questi animali traggono vantaggio della presenza dell'uomo e dell'aumentata disponibilità di cibo, rappresentato dagli avanzi gettati via e dalla frutta e dai vegetali coltivati.

### Riproduzione
Gli uccelli giardiniere maculati possono riprodursi durante tutto l'arco dell'anno, privilegiando per farlo i mesi fra ottobre e febbraio ed evitando il periodo fra maggio e luglio: si tratta di uccelli poligini, nei quali il maschio cerca di accoppiarsi col maggior numero possibile di femmine, salvo poi disinteressarsi completamente delle altre fasi dell'evento riproduttivo.

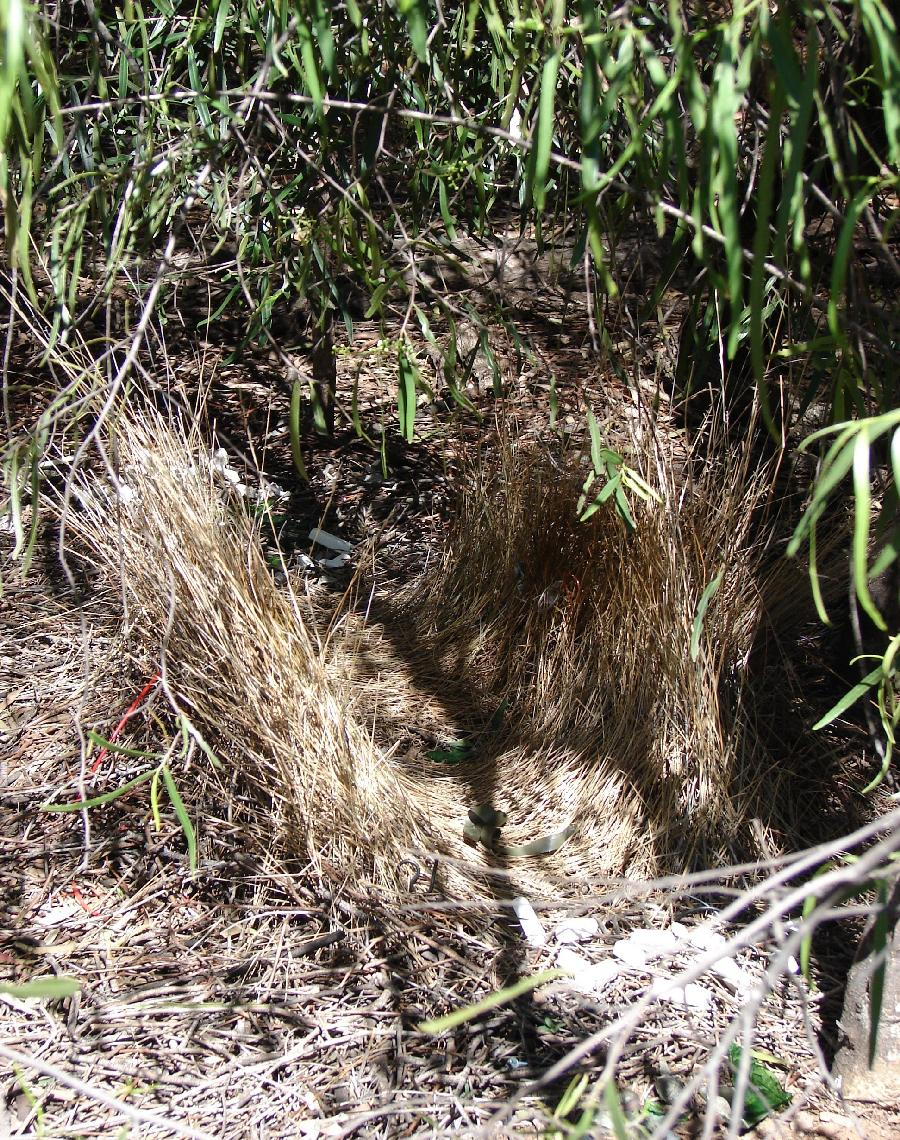
Pergolato nuziale.

I maschi adulti costruiscono al suolo (generalmente ubicandole di preferenza sotto un cespuglio da frutto dai rami spinosi) delle strutture a vialetto, utilizzando rametti piantati verticalmente nel terreno e foderando il pavimento della struttura con rametti giustapposti e fibre vegetali: le pareti della struttura possono essere "dipinte" con erba o bacche masticate, mentre i dintorni vengono accuratamente ripuliti e riccamente decorati con piccoli oggetti luccicanti o vivacemente colorati, sia naturali (sassolini e ossicini, conchiglie, pezzetti di carbone, gusci d'uovo, esoscheletri, bacche e foglie) che artificiali (pezzi di plastica o metallo). I maschi percorrono anche distanze considerevoli per reperire oggetti di loro gradimento, non di rado rubandoseli a vicenda: la presenza ed il numero di oggetti decorativi (la cui tipologia tende a mostrare variazioni a livello geografico) è molto importante per il maschio, in quanto viene valutata dalle femmine ai fini della scelta del partner.
Una volta ultimata la costruzione del pergolato nuziale (che viene rimaneggiato nel tempo, potendo durare fino a 20 anni), il maschio si posiziona in un punto riparato nelle immediate vicinanze, vocalizzando costantemente per attrarre le femmine e per tenere alla larga i rivali: all'approssimarsi di un esemplare di sesso femminile, il maschio si palesa stando ben eretto, con le ali aperte verso il basso e la cresta nucale eretta, avvicinandosi alla propria costruzione (nella quale la femmina entra per ispezionarla, mentre il maschio rimane all'esterno girando intorno) e muovendosi a questo punto con la testa alzata, il becco aperto e la coda spiegata, non di rado prendendo improvvisamente degli oggetti dal suolo col becco, posandoli poi improvvisamente. Questo corteggiamento può durare da pochi minuti ad alcune ore: le femmine generalmente visitano le stesse costruzione più volte per meglio valutarle, salvo poi scegliere un singolo maschio col quale accoppiarsi.

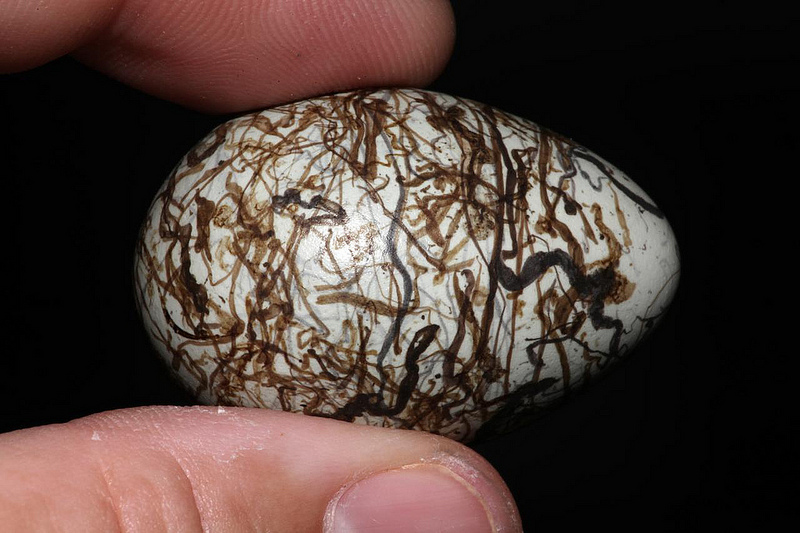
Uovo.

Dopo l'accoppiamento la femmina si allontana dal territorio del maschio (che torna a vocalizzare fra la vegetazione per attrarre altre femmine), andando a costruire un nido a coppa intrecciando rametti e fibre vegetali su un albero o un cespuglio (talvolta su un'epifita) a circa 6 metri dal suolo: i nidi constano di una piattaforma più grossolana, foderata internamente di radichette e materiale vegetale più soffice, ed al loro interno la femmina depone generalmente un singolo uovo, di colore biancastro e fittamente ricoperto da sottili disegni irregolari di bruno scuro.

La femmina cova da sola l'uovo per una ventina di giorni, al termine dei quali schiudono pulli ciechi ed implumi: essi vengono imbeccati (con l'utilizzo prevalente di cibo di origine animale) e accuditi per circa tre settimane, al termine delle quali divengono in grado d'involarsi. Dopo l'involo, i giovani continuano a rimanere con la femmina, seguendola nei suoi spostamenti, chiedendole l'imbeccata (sebbene sempre più sporadicamente) e congiungendosi con lei agli stormi invernali, prima di rendersene completamente indipendenti (cosa che avviene a circa due mesi dall'involo).

## Distribuzione e habitat

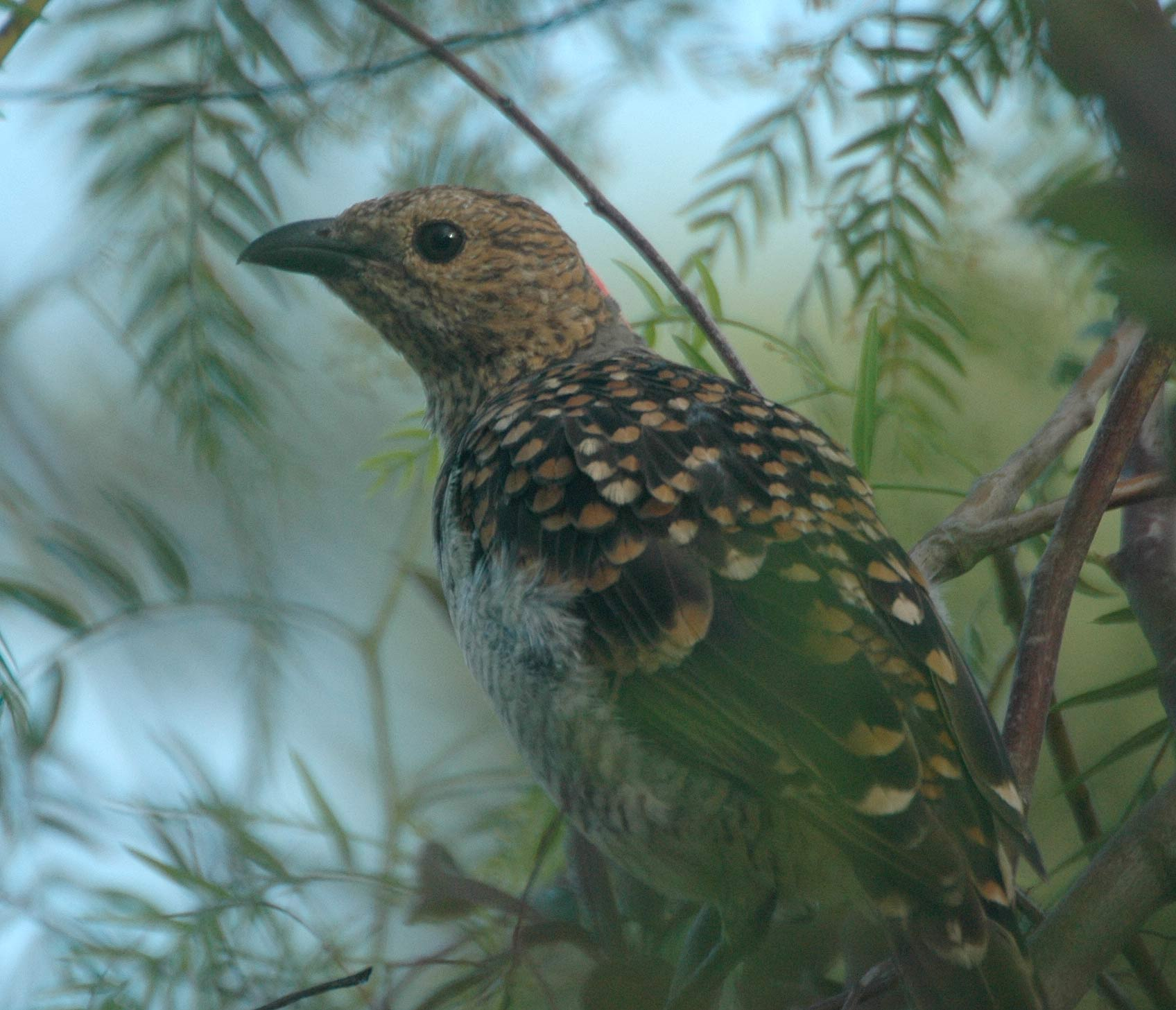
Esemplare nella contea di Murweh.

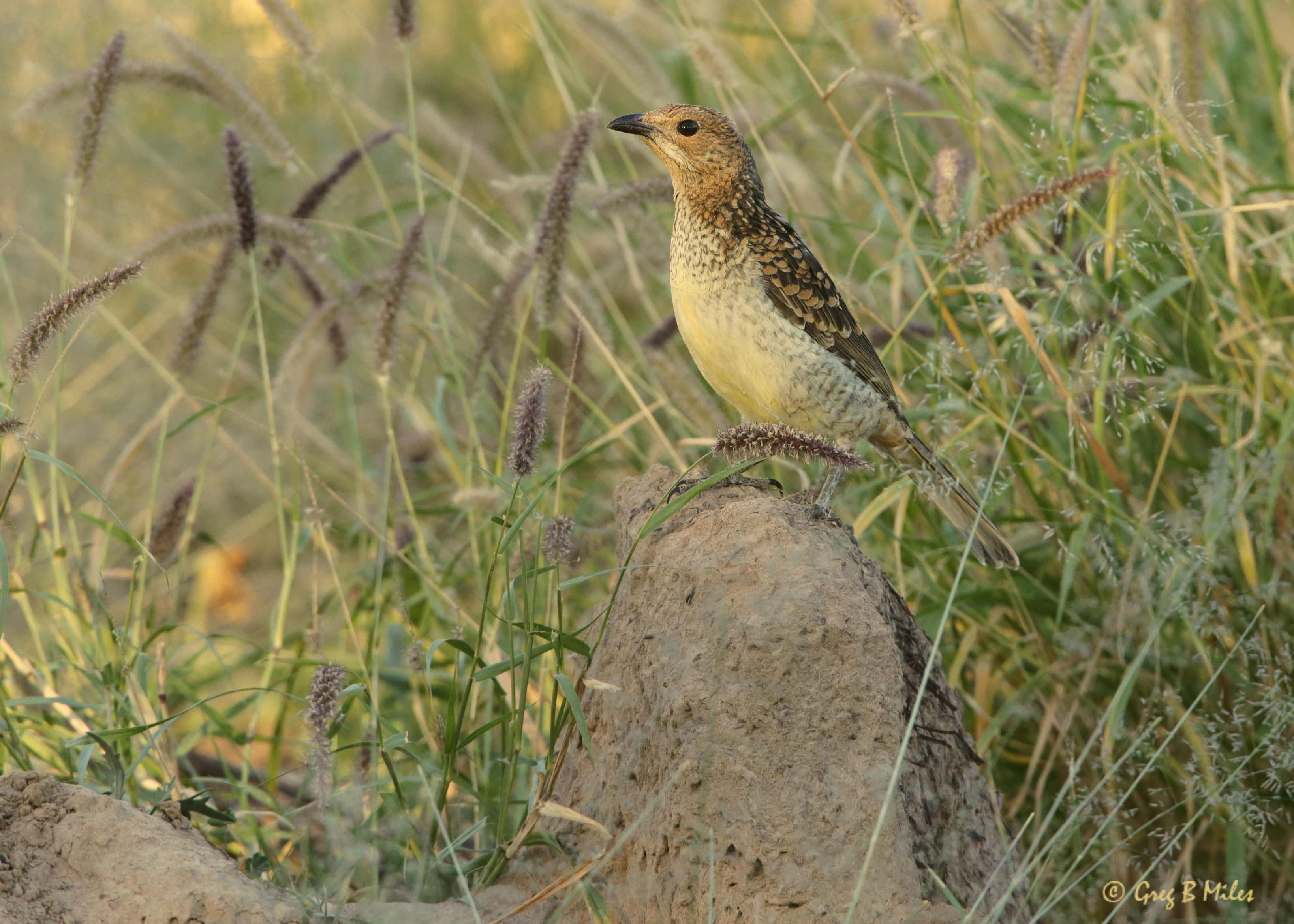
Esemplare in natura.

L'uccello giardiniere maculato è endemico dell'Australia, della quale popola la porzione nord-orientale, dalle coste meridionali del Golfo di Carpentaria ad est attraverso il Queensland centro-meridionale fino alla fascia costiera fra Townsville e Rockhampton, da dove è possibile osservarla attraverso il Nuovo Galles del Sud centrale e occidentale fino ai limiti meridionali del proprio areale (rappresentati dall'estremità nord-occidentale del Victoria).
La specie è residente nell'areale di distribuzione.
L'habitat di questi uccelli è rappresentato dalla macchia a sclerofillo a prevalenza di eucalipto e brigalow, con predilezione per gli ambienti di foresta ripariale: l'uccello giardiniere maculato ha inoltre beneficiato della presenza umana nel proprio areale, colonizzando le aree verdi urbane e suburbane (giardini, parchi) e quelle coltivate.